# Dôme d'Eiréné
Eirene Tholus
Pour les articles homonymes, voir Eiréné.
Le dôme d'Eiréné (désignation internationale : Eirene Tholus) est un dôme situé sur Vénus dans le quadrangle de Snegurochka Planitia. Il a été nommé en référence à Eiréné, déesse grecque de la paix.